# Великая Элеонор
«Великая Элеонор» (англ. Eleanor the Great) — будущая американская драма, режиссёрский дебют Скарлетт Йоханссон, по сценарию Тори Кеймена. Главные роли в фильме исполнили Джун Скуибб, Чиветель Эджиофор, Джессика Хехт и Эрин Келлиман.

## Сюжет
После смерти близкой подруги Бесси, которая в детстве попала в концлагерь и сбежала из него, 94-летняя Элеонор переезжает из Флориды в Нью-Йорк к дочери Лизе и внуку Максу. Отношения у них не ладятся: внук всё свободное время проводит с друзьями, а дочь допоздна занята на работе и предлагает матери переехать в дом престарелых. Случайно попав в группу поддержки для переживших Холокост, Элеонор рассказывает историю Бесси, выдав её за свою собственную. Ею интересуется студентка-журналистка Нина, которая искала на собрании историю для освещения, и к тому же тоже пережила утрату — полгода назад у неё умерла мать. Между ними завязывается дружба, а история Элеанор быстро набирает популярность, и ей становится всё сложнее признаться в обмане.

## В ролях
- Джун Скуибб — Элеонор Моргенштейн
- Чиветель Эджиофор
- Джессика Хехт
- Эрин Келлиман

## Производство и релиз
В сентябре 2023 года стало известно, что Скарлетт Йоханссон дебютирует в качестве режиссёра с фильмом «Великая Элеонор» по сценарию Тори Кеймена. Съёмки запланированы в Нью-Йорке на весну 2024 года.
В феврале 2024 года к актёрскому составу присоединились Джун Скуибб, Чиветель Эджиофор, Джессика Хехт и Эрин Келлиман в нераскрытых ролях, кинокомпании TriStar Pictures и Sony Pictures Classics впервые стали партнерами по дистрибуции фильма.
Основные съемки начались в феврале 2024 года на Кони-Айленд. Съёмки завершились в апреле.
Премьерный показ фильма состоялся в рамках программы «Особый взгляд» на Каннском кинофестивале 20 мая 2025 года, где он сорвал пятиминутные овации.